# Jan Söffing
Jan Michael Söffing (* 1. Juni 1954 in Hildesheim) ist ein deutscher Politiker (FDP). Er war von 2005 bis 2010 Staatssekretär im Justizministerium des Landes Nordrhein-Westfalen.

## Ausbildung und Beruf
Söffing absolvierte 1974 sein Abitur. Von 1975 bis 1980 studierte er Rechtswissenschaften an der Universität Bonn. Sein Erstes Staatsexamen legte er 1980, sein Zweites Staatsexamen 1983 nach der Referendarzeit ab. Nach dem Studium trat er als Richter in den Staatsdienst ein. Söffing war von 1984 bis 1986 Referent im Justizministerium des Landes Nordrhein-Westfalen. 1986 war er als Richter am Landgericht Düsseldorf tätig. Von 1987 bis 1991 arbeitete er als Dozent an der Fachhochschule für Rechtspflege Nordrhein-Westfalen in Bad Münstereifel. 1992 war Söffing als Richter am Amtsgericht Mettmann und von 1993 bis 1996 als Referatsleiter im Justizministerium NRW tätig. 1996 wurde er zum Richter am Oberlandesgericht Düsseldorf ernannt und wurde 1997 zugleich (Personal-)Dezernent der Justizverwaltung. 

## Familie
Jan Söffing ist verheiratet und hat zwei Kinder.

## Politik
Söffing ist stellvertretender Vorsitzender des FDP-Ortsverbandes Mettmann und Mitglied des FDP-Kreisvorstandes Mettmann. Er ist stellvertretender Vorsitzender des FDP-Bezirksvorstandes Düsseldorf und Mitglied im FDP-Landesvorstand NRW.
Jan Söffing war vom 2. Juni 2000 bis zum 30. Juni 2005 Abgeordneter des Landtags Nordrhein-Westfalen. Er war rechtspolitischer Sprecher der FDP-Fraktion und stellvertretender Landtagspräsident.
Vom 1. Juli 2005 bis zur Ablösung der Regierung Rüttgers durch die Regierung Kraft I im Juli 2010 war er Staatssekretär in dem von Roswitha Müller-Piepenkötter (CDU) geführten Justizministerium des Landes Nordrhein-Westfalen.
Söffing ist seit 2004 Mitglied des Rates der Stadt Mettmann.